# Lou Levy
Lou Levy (né le 5 mars 1928 à Chicago et mort le 23 janvier 2001 à Dana Point, Californie) est un pianiste de jazz américain. C'est un représentant du jazz West Coast.

## Biographie
Lou Levy commence le piano à l'âge de douze ans. Il joue avec Georgie Auld en 1947, puis au sein de l'orchestre de Woody Herman en 1949 et 1950. Il se fait connaître en tant que remarquable accompagnateur de chanteuses. Il se produit ainsi avec Peggy Lee dès 1955, Ella Fitzgerald de 1957 à 1962, June Christy, Anita O'Day et Nancy Wilson. 
Il joue également avec de nombreux musiciens du jazz West Coast, dont Stan Getz, qu'il accompagne en 1956 sur l'album The Steamer, ou Shorty Rogers, Terry Gibbs.

## Discographie sélective
- Jazz in Hollywood (1954)
- West Coast Wailers (1955)
- A Most Musical Fella (1956)
- Jazz in Four Colors 1956)
- Solo Scene (1956)
- Piano Playhouse (1957)
- A Touch of Class (1970)
- The Kid's Got Ears! (1982)
- Lunacy (1992)
- Ya Know (1993)
- By Myself (1995)

### En tant que sideman
Avec Shorty Rogers
- Shorty Rogers and His Giants : Wherever the Five Winds Blow (RCA Victor Records, NL-45645, 1957)

Avec Stan Levey
- Stan Levey Quintet (Mode Records, 1957)

Avec Dee Dee Bridgewater
- Dear Ella (1997)

Avec June Christy
- Impromptu (1977)

Avec Supersax 
- Chasin' the bird (1977)

Avec Art Farmer
- Central Avenue Reunion (Contemporary, 1990)

Avec Ella Fitzgerald
- Ella in Rome: The Birthday Concert (1958, released 1988)
- Ella Swings Lightly (1958)
- Ella Fitzgerald Sings the George and Ira Gershwin Songbook (1959)
- Get Happy! (1959)
- Ella in Hollywood (1961)
- Ella Returns to Berlin (1961)
- Clap Hands, Here Comes Charlie! (1961)

Avec Peggy Lee
- Black Coffee (1956)

Avec Charles McPherson
- Free Bop! (Xanadu, 1978)

Avec Sonny Stitt
- Sonny Stitt Blows the Blues (Verve, 1959)
- Saxophone Supremacy (Verve, 1959)
- Sonny Stitt Swings the Most (Verve, 1959)
- Sonny Stitt - Previously Unreleased Recordings (Verve, 1960 [1973])